# Emoia tongana
Emoia tongana — вид сцинкоподібних ящірок родини сцинкових (Scincidae). Мешкає на островах Полінезії.

## Поширення і екологія
Emoia tongana мешкають на острові Саваї в Самоа, на островах Тонги, а також на островах Волліс і Футуна. Вони живуть у вологих тропічних лісах, на плантаціях і в садах. Віддають перевагу великим деревам.